# 森林大帝
《森林大帝》原本是日本漫畫家手塚治虫在1950年至1954年創作的漫畫作品。中文版是由臺灣東販代理發售，譯名則直譯為《森林大帝》。
富士電視台在1965年根據手塚治虫原作漫畫將其改編，首次動畫化，於1965年10月6日～1966年9月28日期間播出，成為首部日本製作的彩色電視動畫，全52集。之後分別於1966年、1989年、1997年以及2009年四度動畫化，另有配合周邊商品與活動所製作的多部短片版本。
自1960年代以来，动画版在世界各地广为流行，特别是在澳大利亚、美国、欧洲，乃至中东，尤其是阿拉伯观众。由NBC電視網購入播映的美國版本於1974年引入香港時，譯名為《小白獅》。台灣在1976年於台視播出時譯名為《小獅王》（1966年的續篇則為《大獅王》），而動畫在台灣首播前時期與近年發行的授權版DVD譯名則作《小白獅王》。本片直至1980年代初期，才引入中国大陸播出。

## 作品年表
- 1950年 - 本作於《漫画少年》雜誌開始連載。
- 1965年 - 10月，由虫製作的彩色電視動畫《小獅王》於富士電視台開始播出，並以《Kimba the White Lion》片名自美國開始，在世界各國放映。
- 1966年 - 獲頒第4屆電視會賞特別賞。厚生省中央兒童文化財部会年間優秀電視節目第一名。厚生大臣児童福祉文化賞受賞。電影版於東寶院線上映。冨田勲作曲的「交響詩 森林大帝」（交響詩 ジャングル大帝，石丸寛指揮，日本愛樂交響樂團演奏）LP唱片發售 (成為非原聲帶方式，將動畫音樂重新編曲的交響詩專輯濫觴）。故事相當於原作後半的動畫版《大獅王》（新ジャングル大帝 進めレオ!）於富士電視台開始播出。
- 1967年 - 電影版獲頒威尼斯影展的聖馬可銀獅子獎。《大獅王》第14集「咆哮的冰河」（吠える氷河）獲頒第6屆日本電視影片技術賞。
- 1970年 - 以往多次刊行中斷的原作漫畫單行本，於新書版的小学館版「手塚治虫全集」中首度刊行完結篇。
- 1989年 - 2月，手塚治虫去世。10月，由手塚所拍攝的新作電視動畫版《森林大帝》於東京電視台播映。
- 1991年 - 1月，OVA《動畫交響詩 森林大帝》（アニメ交響詩 ジャングル大帝）發售。
- 1997年 - 手塚製作的新作動畫電影版《森林大帝》於松竹院線上映。在《大獅王》中與原作不同的結局，在此版中以沿襲原作的方式重新製作。
- 2009年 - 9月，富士電視台開台50周年企畫的單元特別篇動畫《森林大帝 －勇氣能改變未來－》（ジャングル大帝 -勇気が未来をかえる-）於富士電視台播出。

## 爭議
1994年，迪士尼動畫電影《獅子王》上映。因為與本作有諸多相似之處而成為話題，迪士尼公司則矢口否認《獅子王》與本作品有關。